# 147
147（一百四十七）是146与148之间的自然数。
- 合數，正因數有1、3、7、21、49和147。
質因數分解為{\displaystyle 3\times 7^{2}}。
- 虧數，真因數和為81，虧度為66。
- 第66個十进制的等數位數。前一個為146、下一個為149。
- 147是六正六邊形塊的數目
- 司諾克的滿分桿是147分
- Eureka 147是一種數位廣播的系統